# 拉蒂法·德魯比
拉蒂法·德魯比（羅馬化：Latifa al-Droubi；1984—），現任敘利亞第一夫人，其自2025年1月29日起領有此一頭銜。她的丈夫艾哈邁德·沙拉在阿薩德政權垮台後，被任命為過渡時期的敘利亞總統。

## 生平
據消息來源透露，德魯比來自霍姆斯省的蓋爾亞廷，並育有三名子女。她擁有阿拉伯語言與文學碩士學位。

## 公眾形象
儘管丈夫經常曝光於媒體，德魯比一直保持低調，鮮少出現在公眾視野中。在一次與美國僑居敘利亞女性代表團的會面中，艾哈邁德·沙拉鄭重介紹她為自己的妻子，並駁斥外界關於他擁有多名妻子的傳言，強調她是他的唯一配偶。
報導指出，德魯比穿著傳統敘利亞穆斯林女性服飾，但並未戴尼卡布，與外界先前的猜測不同。2025年2月3日，社群媒體上流傳著她與丈夫在麥加參與副朝覲的影像，證實了這一點。這次副朝覲也是沙拉就任總統後首度正式訪問沙地阿拉伯。
2月4日，土耳其第一夫人埃米內·埃爾多安在社群媒體發佈一張與德魯比的合影，顯示她已隨丈夫抵達土耳其，進行國事訪問。